# Werner Sutermeister
Pour les articles homonymes, voir Sutermeister.
 (août 2012).
Si vous disposez d'ouvrages ou d'articles de référence ou si vous connaissez des sites web de qualité traitant du thème abordé ici, merci de compléter l'article en donnant les références utiles à sa vérifiabilité et en les liant à la section « Notes et références ».
Œuvres principales
Collections de contrepèterie (Der fröhliche Apfelbaum; Schüttelbecher)
Werner Sutermeister est un écrivain et germaniste suisse allemand, né en 1868 à Zofingue et mort le 19 avril 1939 à Berne.

## Biographie
Fils du germaniste Otto Sutermeister, Werner Sutermeister étudia l'histoire, la langue allemande et la philosophie à l'Université de Bâle, de Leipzig et de Berne, docteur en 1894 (dissertation sur les relations entre la Suisse et Metternich).
Il est connu pour ses contrepèteries (Schüttelreime) et publia Der fröhliche Apfelbaum et Schüttelbecher.